# Julius Bittner
Julius Bittner (ur. 9 kwietnia 1874 w Wiedniu, zm. 9 stycznia 1939 tamże) – austriacki kompozytor.

## Życiorys
Z wykształcenia był prawnikiem, przed 1920 rokiem był sędzią w Wiedniu. Odbył studia muzyczne u Bruno Waltera i Josefa Labora. Pisał głównie opery i operetki, większość do własnych librett. Wykorzystywał w nich środki typowe dla singspielu. Pisał też pieśni z myślą o swojej żonie, śpiewaczce Emilie Bittner. W ostatnich latach życia zmagał się z ciężką chorobą, która doprowadziła do amputacji obydwu nóg.

## Twórczość
Skomponował m.in. opery Die rote Gret (wyst. Frankfurt 1907), Der Musikant (wyst. Wiedeń 1910), Der Bergsee (wyst. Wiedeń 1911), Der Abendteurer (wyst. Kolonia 1913), Der höllisch Gold (wyst. Drezno 1916), Das Rosengärtlein (wyst. Mannheim 1923), Mondnacht (wyst. Berlin 1928) i Das Veilchen (wyst. Wiedeń 1934), ponadto 2 symfonie, 2 poematy symfoniczne, Große Messe D-dur mit Te Deum na solistów, chór, orkiestrę i organy (1925), 2 kwartety smyczkowe.